# Ctenitis magna
Ctenitis magna là một loài thực vật có mạch trong họ Dryopteridaceae. Loài này được (Baker) Tardieu miêu tả khoa học đầu tiên năm 1958.